# سیارک ۱۸۹۹۱
سیارک ۱۸۹۹۱ (به انگلیسی: 18991 Tonivanov، نامگذاری:2000RD35) هجده هزار و نهصد و نود و یکمین سیارک کشف شده‌است که در ۱ سپتامبر ۲۰۰۰ کشف شد.
قدر مطلق سیارک برابر ۱۳.۵ است.